# Grotta di Royston

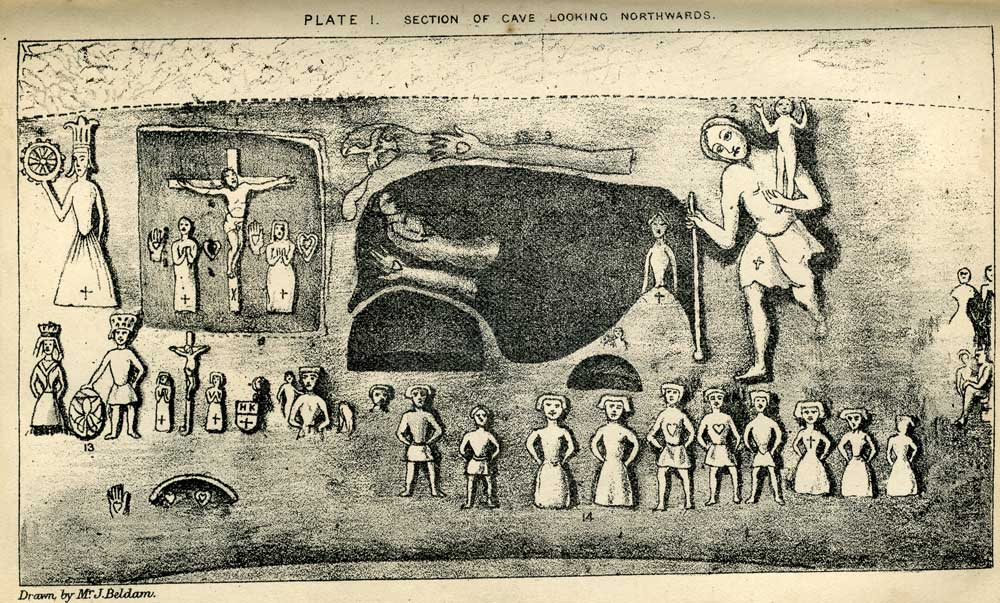
Tavola I dal libro di Joseph Beldam The Origins and Use of the Royston Cave, 1884

La grotta di Royston (Royston Cave) è una grotta artificiale situata nella città di Royston, in Inghilterra. Si trova sotto l'incrocio formato da Ermine Street e Icknield Way. È protetto sia come monumento di importanza nazionale che come edificio di interesse storico culturale.
L'origine e lo scopo della costruzione rimangono ad oggi ignoti. Si è ipotizzato che fu utilizzato dai Cavalieri Templari, che fondarono il vicino Baldock, ma ciò è improbabile, nonostante la teoria abbia un grande appeal popolare. Ci sono numerose teorie sulla creazione e l'utilizzo della grotta da parte di Massoni e Templari, nonché la possibilità che la costruzione fosse una prigione o una cella anacoreta. Tuttavia non esistono prove sufficienti per suffragare nessuna di queste teorie.

## Scoperta

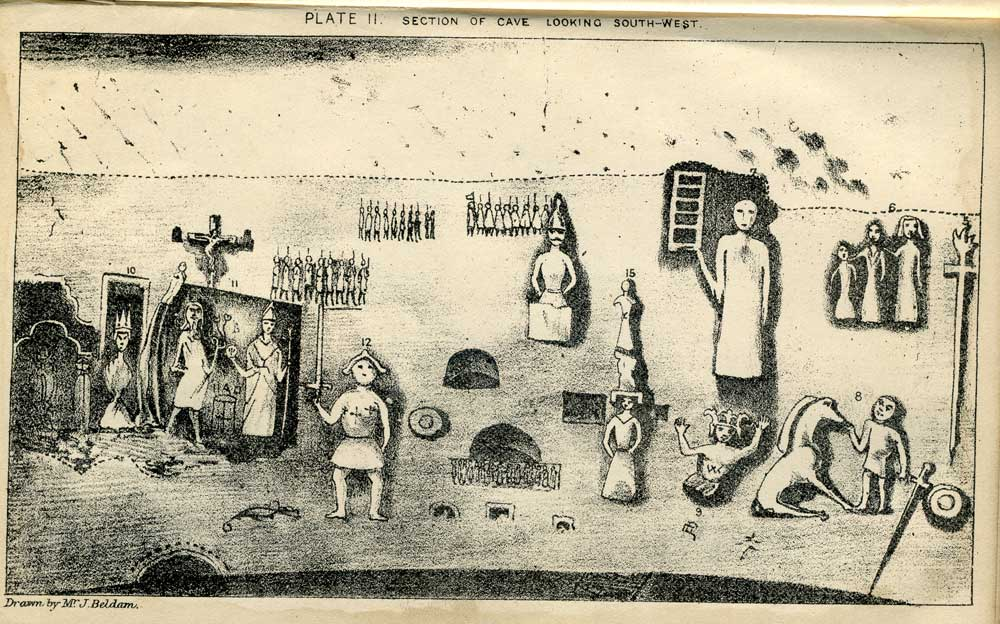
Tavola II dal libro di Joseph Beldam The Origins and Use of the Royston Cave, 1884 che mostra più incisioni.

Sebbene l'origine della grotta sia sconosciuta, la sua riscoperta è ben documentata. Nell'agosto del 1742 un operaio stava scavando una buca per costruire le basi per una nuova panchina quando ha rinvenuto una macina sepolta e così continuò a scavare per rimuoverla. Trovò un pozzo che scendeva ne sottosuolo: quando fu scoperta, la cavità era riempita per più della metà di terra. Diversi carichi di terreno sono stati rimossi fino a raggiungere il substrato roccioso e il terreno è stato scartato in quanto privo di valore poiché conteneva solo alcune vecchie ossa e frammenti di ceramica. L'archeologia odierna avrebbe potuto analizzare in profondità il suolo per ricavarne informazioni sulla costruzione.
La descrizione del reverendo G. North di una tazza di terracotta marrone con macchie gialle scoperta nel terreno che riempiva la grotta rimanda a dei manufatti noti di tipo post-medievale, posteriori al XVI secolo. Oggi l'ingresso non è dall'originaria apertura, ma da un passaggio scavato nel 1790.
La grotta si trova all'incrocio tra un antico sentiero est-ovest, la Via Icknield, e la strada romana nord-sud, Via Ermine. La via Icknield è stata utilizzata durante l'età del ferro e tracce dei suoi fossati laterali sono state scavate a Baldock.
Nel 2010 è stato scoperto che a causa dell'umidità nella grotta larve di insetti e vermi infestavano e danneggiavano le pareti e le incisioni e sono stati avviati i lavori di restauro. Nell'agosto 2014 è stato riferito che il lavoro per rimuovere la minaccia dei vermi mangiatori di gesso aveva avuto successo. Sono stati eseguiti anche lavori di riparazione delle condutture dell'acqua poiché le infiltrazioni nella grotta avevano causato la comparsa di crepe nelle incisioni.

## Descrizione

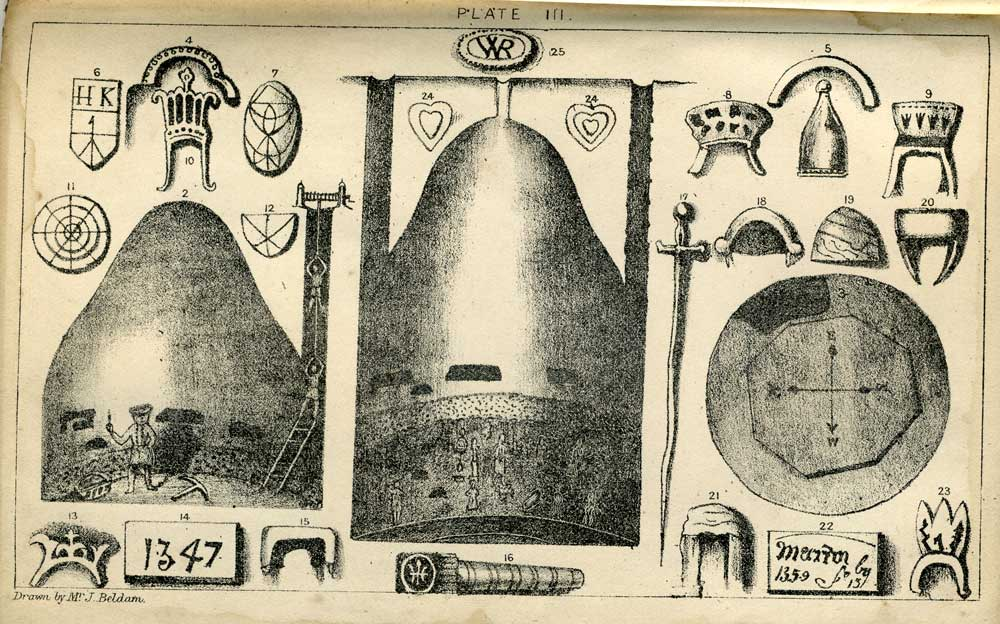
Tavola III dal libro di Joseph Beldam The Origins and Use of the Royston Cave, 1884 che mostra la forma e la pianta della grotta.

La grotta è una camera artificiale scavata nella roccia di gesso, che misura circa 7,7 metri di altezza (25 piedi 6 pollici) e 5,2 metri (17 piedi) di diametro. Alla base della grotta si trova un gradino ottagonale rialzato, che molti ritengono servisse per inginocchiarsi o per pregare. Lungo la parte inferiore della parete sono presenti insoliti intagli. Sulle pareti sono presenti delle immagini in rilievo scolpite per lo più di carattere religioso, raffiguranti Santa Caterina, la Sacra Famiglia, la Crocifissione , San Lorenzo che tiene la graticola su cui fu martirizzato e una figura che impugna una spada che potrebbe essere San Giorgio o San Michele. Un altro simbolo forse religioso è la rappresentazione di una donna nuda conosciuta come Sheela na Gig. Questa figura si trova talvolta nelle chiese medievali, quindi la sua inclusione nel simbolismo religioso non è fuori luogo.
I fori situati sotto le incisioni forse contenevano candele o lampade che avrebbero illuminato le incisioni e le sculture. Molte delle figure e dei simboli devono ancora essere identificati, ma secondo il Royston Town Council , uno studio dei disegni nella grotta "suggerisce che le incisioni furono probabilmente realizzate a metà del 1300". È stato ipotizzato che la grotta fosse divisa in due piani da un pavimento in legno, le prove sono costituite da un unico foro per il palo e quelle che potrebbero essere fessure per travi per fissare la piattaforma alle pareti. 
Gli esperti ritengono che queste sculture in rilievo fossero originariamente colorate, anche se a causa del passare del tempo rimangono visibili solo piccolissime tracce di colore. A metà del XIX secolo, Joseph Beldam poteva ancora vedere l'abito giallo di Santa Caterina e il rosso della Sacra Famiglia.

## Teorie principali

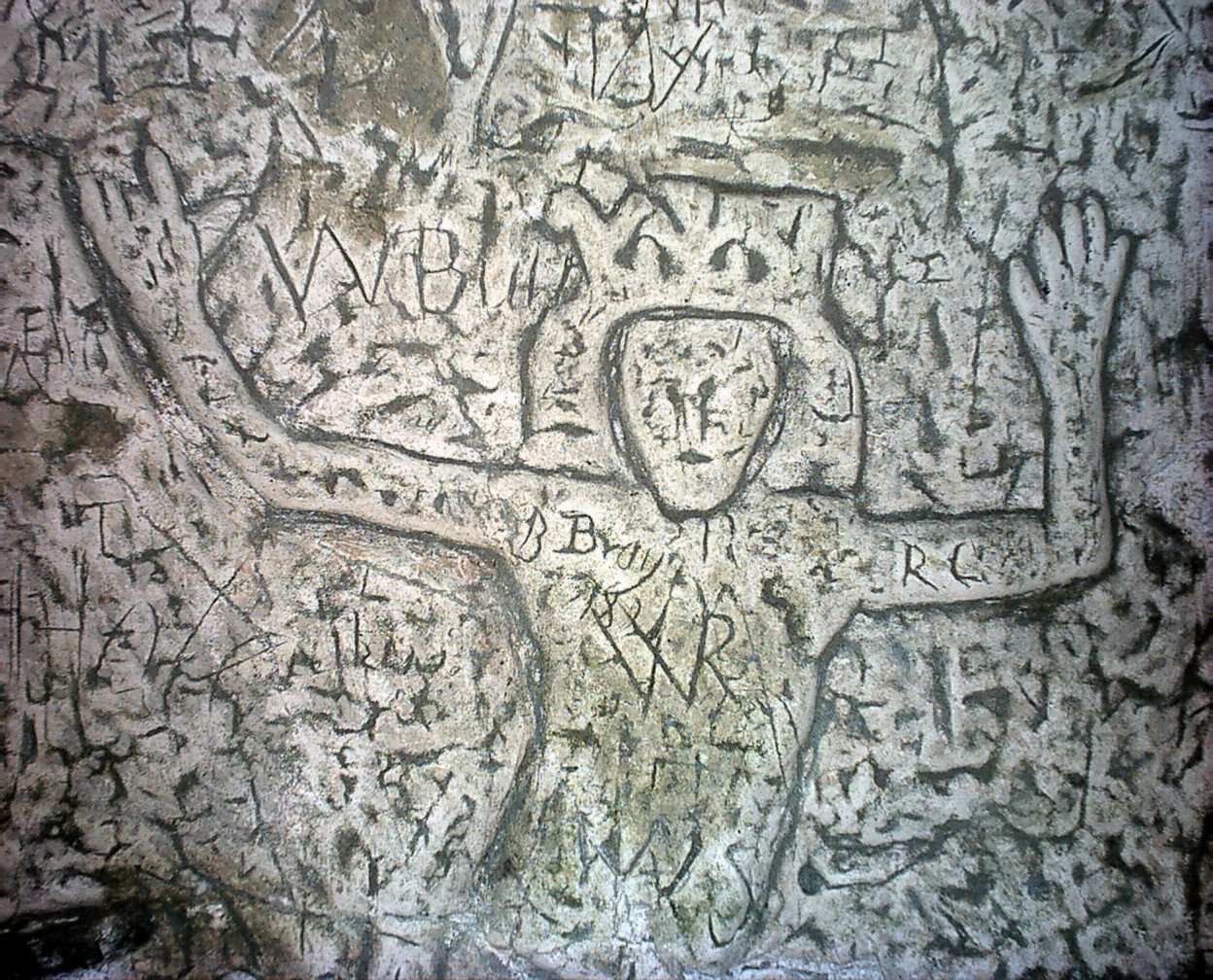
Una delle incisioni

La Grotta di Royston è stata fonte di molte speculazioni, sebbene sia difficile determinare esattamente la sua origine e la funzione.
- Cavalieri Templari. La teoria più accreditata è che la grotta possa essere stata utilizzata dai Cavalieri Templari prima del loro scioglimento da parte di papa Clemente V nel 1312.[4] Sono state avanzate affermazioni che questa istituzione religioso-militare tenesse un mercato settimanale a Royston tra il 1199 e il 1254, Due figure ravvicinate potrebbero essere tutto ciò che resta di un noto simbolo templare, due cavalieri che cavalcano lo stesso cavallo. Tuttavia, poiché l'immagine è stata riparata in tempi moderni, ciò non può essere confermato. Nel 1953 lo storico dell'architettura, Nikolaus Pevsner, scrisse che la data degli intagli "è difficile da stimare". Le incisioni potrebbero in effetti risalire ad un tempo successivo rispetto ai Templari; certamente le figure in armatura indossano la piastra intera, che le farebbe risalire a un secolo dopo la scomparsa dell'ordine.[5]
- Mercato Agostiniano. È stato ipotizzato che fosse utilizzato dai monaci agostiniani del priorato locale, che avrebbero avuto bisogno di un luogo fresco per i loro prodotti e di una cappella per le loro devozioni. Gli Agostiniani erano stati fondati nel 1061 e giunsero per la prima volta in Inghilterra durante il regno di Enrico I. Dal XII secolo, Royston nell'Hertfordshire era un centro della vita monastica e il priorato agostiniano vi rimase ininterrottamente per quasi 400 anni.
- Altre ipotesi riguardano la possibilità che possa trattarsi di una cappella privata di un nobile locale o un eremo di un anacoreta.
- Una cava di selce preistorica: alcuni ipotizzano che potrebbe essere stata utilizzata come miniera di selce del Neolitico già nel 3000 a.C., per la fabbricazione di asce e altri strumenti, e poi riadattata dai Templari o dagli Agostiniani. Tuttavia, il gesso in quest'area fornisce della selce non idonea alla fabbricazione di asce e questo potrebbe mettere in dubbio questa teoria.[3]